# Innobindus multimaculatus
Innobindus multimaculatus är en insektsart som beskrevs av Jacobi 1928. Innobindus multimaculatus ingår i släktet Innobindus och familjen kilstritar. Inga underarter finns listade i Catalogue of Life.